# Gaolan (sockenhuvudort i Kina, Jiangxi Sheng, lat 28,02, long 114,71)
Gaolan är en sockenhuvudort i Kina. Den ligger i provinsen Jiangxi, i den sydöstra delen av landet, omkring 140 kilometer sydväst om provinshuvudstaden Nanchang. Antalet invånare är 14 799. Befolkningen består av 6 962 kvinnor och 7 837 män. Barn under 15 år utgör 21,0 %, vuxna 15-64 år 69 %, och äldre över 65 år 9,0 %.
Runt Gaolan är det tätbefolkat, med 319 invånare per kvadratkilometer. Närmaste större samhälle är Tianxin, 15,9 km nordväst om Gaolan. I omgivningarna runt Gaolan växer huvudsakligen savannskog.
Genomsnittlig årsnederbörd är 2 315 millimeter. Den regnigaste månaden är maj, med i genomsnitt 349 mm nederbörd, och den torraste är oktober, med 28 mm nederbörd.